# Betonpan

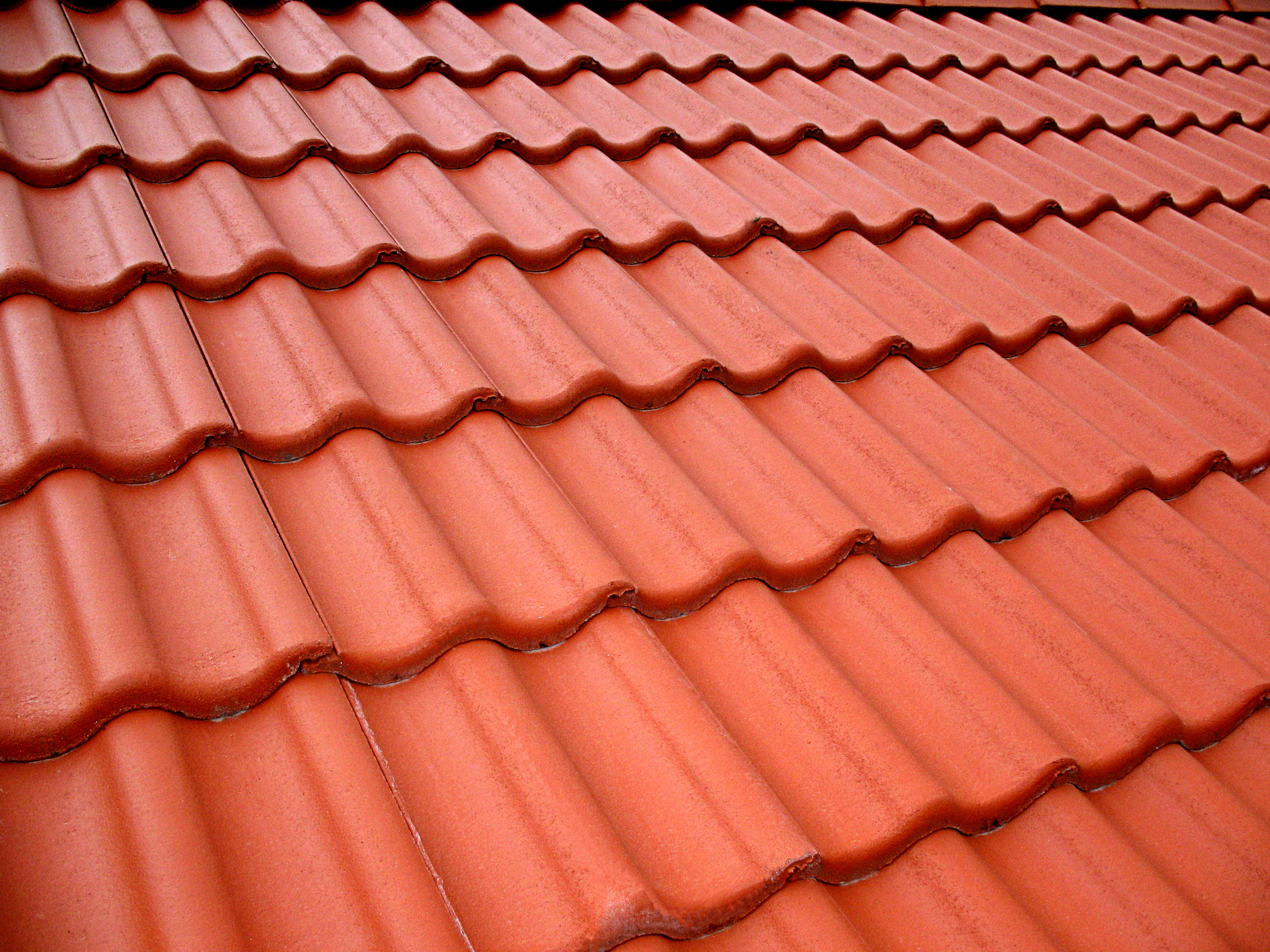
Dak gedekt met betonnen dakpannen

Een betonpan is een dakpan die beton (cement en zand) als hoofdbestanddeel heeft. Deze pan onderscheidt zich daarmee van de keramische dakpan die klei als belangrijk bestanddeel heeft. De betonpan kan voorzien zijn van een (eventueel gekleurde) afwerklaag. Betonpannen zijn in meerdere varianten (vormen, kleuren etc.) verkrijgbaar, de  sneldekpan is één daarvan.
Betonpannen zijn sinds circa 1910 op de markt. De naam sneldek is gegeven omdat de betonnen sneldekkers een grotere afmeting hebben dan de klassieke keramische pan waardoor het dak snel bedekt kan worden.